# ساكن ةيثم (الوضيع)

تعديل مصدري - تعديل

ساكن ةيثم هي إحدى قرى عزلة  الوضيع بمديرية الوضيع التابعة لمحافظة أبين، بلغ تعداد سكانها 80 نسمة حسب تعداد اليمن لعام 2004.